# Monaster Iwerskiej Ikony Matki Bożej w Doniecku
Monaster Iwerskiej Ikony Matki Bożej – prawosławny żeński klasztor w Doniecku, w eparchii donieckiej Ukraińskiego Kościoła Prawosławnego Patriarchatu Moskiewskiego, założony w 2000 i zniszczony w 2014 podczas wojny w Donbasie.

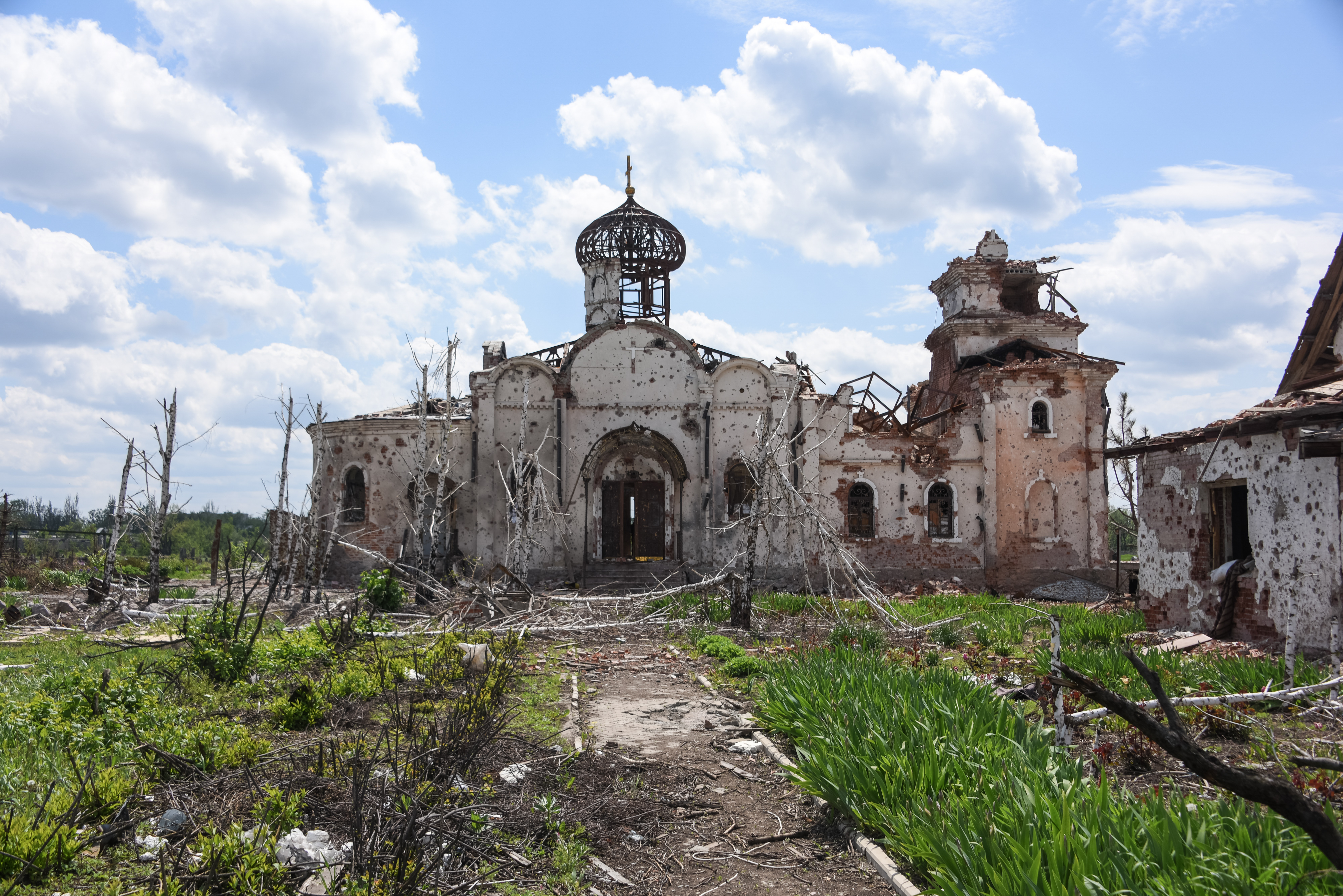
Zniszczony monaster (stan w maju 2015)

Kamień węgielny pod budowę monasterskiej cerkwi został położony w 1997 z błogosławieństwa metropolity donieckiego i mariupolskiego Hilariona. Od października 2000 przy cerkwi powstała placówka filialna monasteru św. Mikołaja w Mykilskim, zaś od 2002 wspólnota posiadała status niezależnego monasteru. Wspólnotę tę tworzyły mniszki z monasteru Kaspierowskiej Ikony Matki Bożej w Makiejewce. Oprócz cerkwi i budynku mieszkalnego w kompleksie obiektów monasterskich znajdowały się pracownia wypieku prosfor, biblioteka, refektarz i obiekty gospodarcze. Działał również ogród warzywny.
W 2014 monaster został zniszczony podczas walk o port lotniczy Donieck w czasie wojny w Donbasie.
25 lutego 2016 po raz pierwszy od czasu zniszczenia obiektów klasztornych, w monasterskiej cerkwi (mimo że budynek nadal jest znacznie zdewastowany) celebrowano Boską Liturgię.